# Michel Souza da Silva
Michel Souza da Silva, noto semplicemente come Michel (Rio de Janeiro, 22 agosto 1986), è un ex calciatore brasiliano, di ruolo attaccante.

## Caratteristiche tecniche
È un centravanti.

## Carriera
Nella stagione 2011/2012 con la maglia del Paços Ferreira ha disputato 28 match nella massima divisione portoghese, andando a segno 9 volte.